# 1892 na música

## Nascimentos

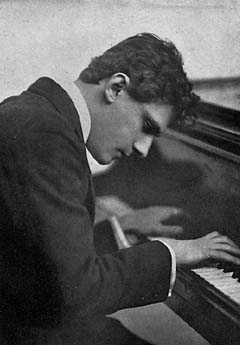
Leo Ornstein.

| Data          | Nome            | Profissão              | Nacionalidade                     | Observações | Ref |
| ------------- | --------------- | ---------------------- | --------------------------------- | ----------- | --- |
| 31 de Janeiro | Eddie Cantor    | cantor e ator          | Estados Unidos                    | m. 1964     |     |
| 10 de Março   | Arthur Honegger | compositor             | Suíça                             | m. 1955     |     |
| 4 de Setembro | Darius Milhaud  | compositor e professor | França                            | m. 1974     |     |
| 2 de Dezembro | Leo Ornstein    | compositor e pianista  | Rússia (Ucrânia) / Estados Unidos | m. 2002     |     |

## Mortes
| Data | Nome | Profissão | Nacionalidade | Observações | Ref |
| ---- | ---- | --------- | ------------- | ----------- | --- |